# Grammy-rekordok
Az alábbi listán azon rekordok szerepelnek, amelyeket a Grammy-díj történetében felállítottak előadók, producerek és hangmérnökök.

## Díjak

### Legtöbb elnyert Grammy-díj

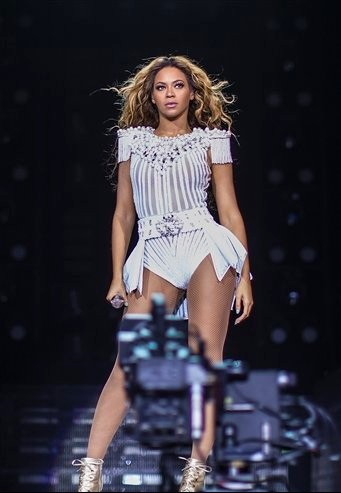
Beyoncé nyerte a legtöbb Grammy-díjat, 32-t

| Helyezés | Előadó            | Díj |
| -------- | ----------------- | --- |
| 1        | Beyoncé           | 32  |
| 2        | Solti György      | 31  |
| 3        | Quincy Jones      | 28  |
| 4        | Alison Krauss     | 27  |
| 4        | Chick Corea       | 27  |
| 6        | Pierre Boulez     | 26  |
| 6        | John Williams     | 26  |
| 8        | Vladimir Horowitz | 25  |
| 8        | Stevie Wonder     | 25  |
| 8        | David Frost       | 25  |
| 11       | Jay-Z             | 24  |
| 11       | Kanye West        | 24  |
| 12       | Vince Gill        | 22  |
| 12       | U2                | 22  |
| 14       | David Frost       | 21  |
| 15       | Henry Mancini     | 20  |
| 15       | Pat Metheny       | 20  |
| 15       | Al Schmitt        | 20  |
| 15       | Bruce Springsteen | 20  |
| 15       | Şerban Ghenea     | 20  |
| 15       | Kirk Franklin     | 20  |

### Legtöbb férfi előadó által elnyert Grammy-díj

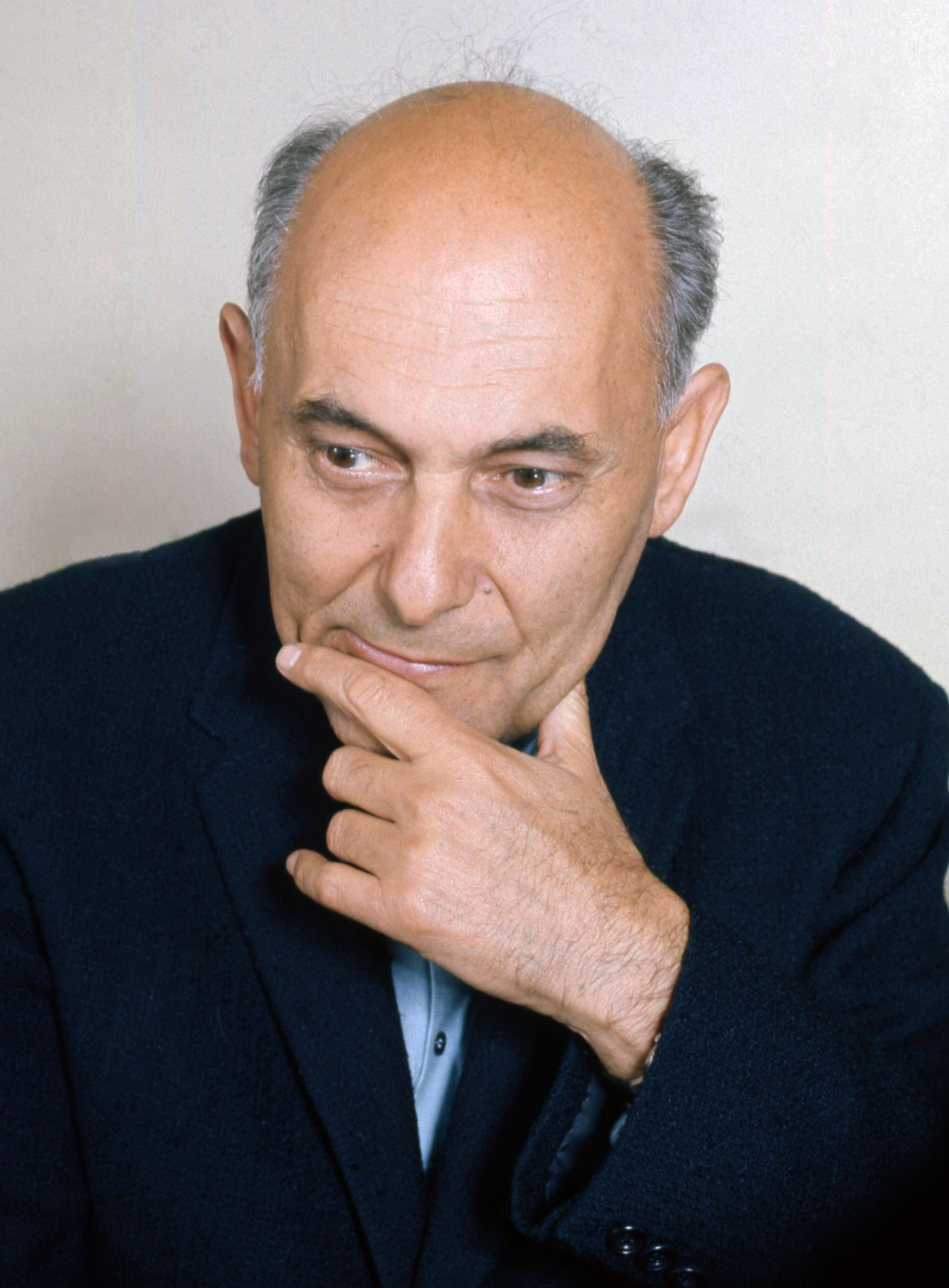
Solti György nyerte el a legtöbb Grammy-díjat férfi előadók közül, évekig tartotta a rekordot a legtöbb Grammy-győzelemért

| Helyezés | Előadó            | Díj |
| -------- | ----------------- | --- |
| 1        | Solti György      | 31  |
| 2        | Quincy Jones      | 28  |
| 3        | Chick Corea       | 27  |
| 4        | Pierre Boulez     | 26  |
| 4        | John Williams     | 26  |
| 6        | Vladimir Horowitz | 25  |
| 6        | Stevie Wonder     | 25  |
| 8        | Jay-Z             | 24  |
| 8        | Kanye West        | 24  |
| 10       | Vince Gill        | 22  |
| 11       | Henry Mancini     | 20  |
| 11       | Pat Metheny       | 20  |
| 11       | Kirk Franklin     | 20  |
| 11       | Bruce Springsteen | 20  |

### Legtöbb női előadó által elnyert Grammy-díj
| Helyezés | Előadó          | Díj |
| -------- | --------------- | --- |
| 1        | Beyoncé         | 32  |
| 2        | Alison Krauss   | 27  |
| 3        | Aretha Franklin | 18  |
| 4        | Adele           | 16  |
| 4        | Alicia Keys     | 16  |
| 6        | CeCe Winans     | 15  |
| 7        | Taylor Swift    | 14  |
| 8        | Ella Fitzgerald | 13  |
| 8        | Emmylou Harris  | 13  |
| 8        | Leontyne Price  | 13  |
| 8        | Lady Gaga       | 13  |
| 8        | Bonnie Raitt    | 13  |
| 13       | Shirley Caesar  | 11  |
| 13       | Linda Ronstadt  | 11  |
| 15       | Chaka Khan      | 10  |
| 15       | Dolly Parton    | 10  |
| 15       | Brandi Carlile  | 10  |
| 15       | Joni Mitchell   | 10  |

### Legtöbb egy csoport által elnyert Grammy-díj

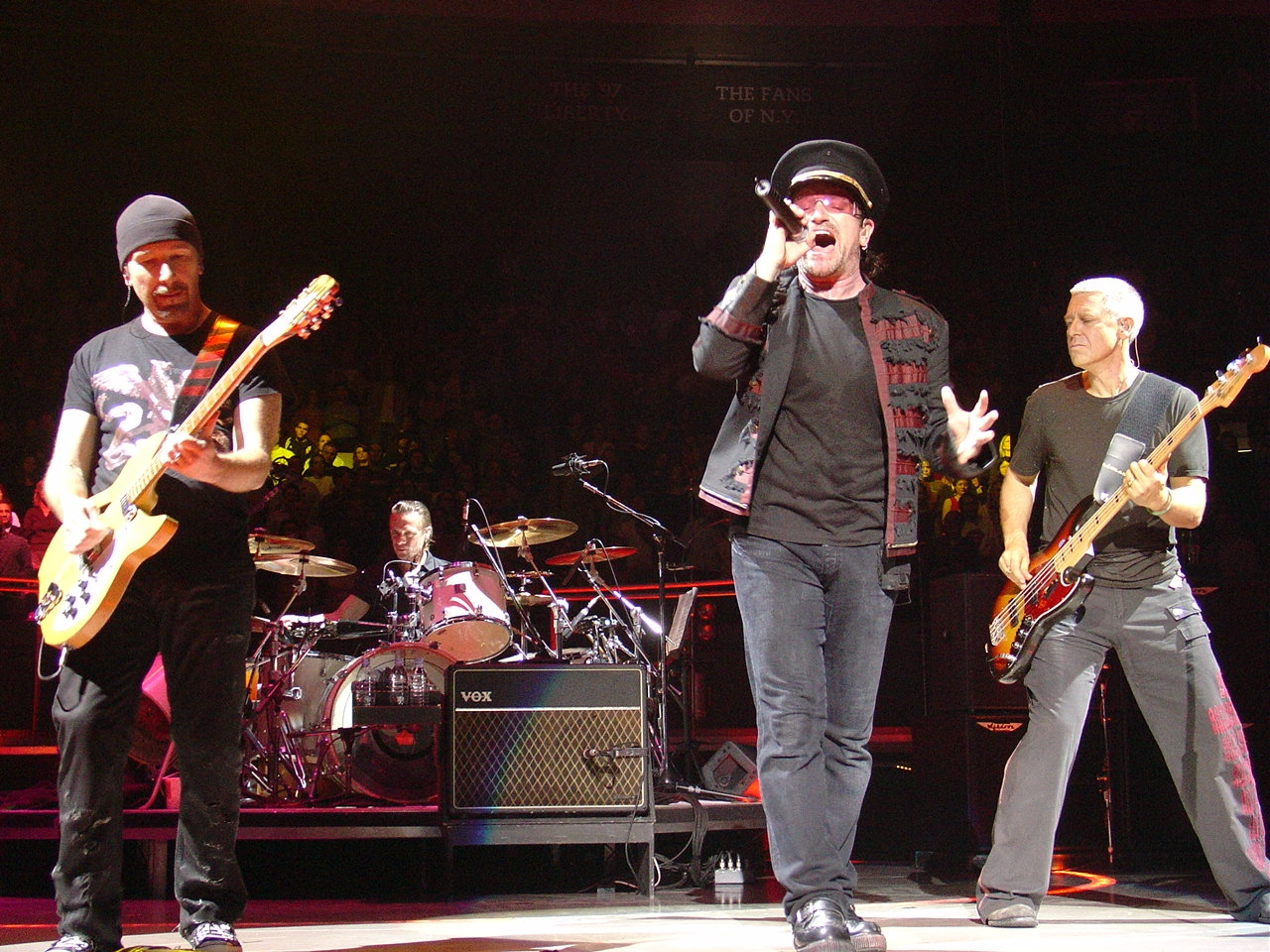
A huszonkétszeres Grammy-díjas U2, 2005-ben

| Helyezés | Előadó                            | Díj |
| -------- | --------------------------------- | --- |
| 1        | U2                                | 22  |
| 2        | Foo Fighters                      | 15  |
| 3        | Union Station                     | 14  |
| 4        | The Chicks                        | 13  |
| 5        | Pat Metheny Group                 | 10  |
| 6        | Emerson String Quartet            | 9   |
| 6        | Metallica                         | 9   |
| 8        | Asleep At The Wheel               | 8   |
| 8        | The Blackwood Brothers            | 8   |
| 8        | The Manhattan Transfer            | 8   |
| 8        | Santana                           | 8   |
| 8        | Take 6                            | 8   |
| 13       | The Beatles                       | 7   |
| 13       | Coldplay                          | 7   |
| 13       | Lady A                            | 7   |
| 13       | Los Tigres del Norte              | 7   |
| 13       | Ricky Skaggs and Kentucky Thunder | 7   |
| 13       | Simon & Garfunkel                 | 7   |

### Legtöbb producer által elnyert Grammy-díj

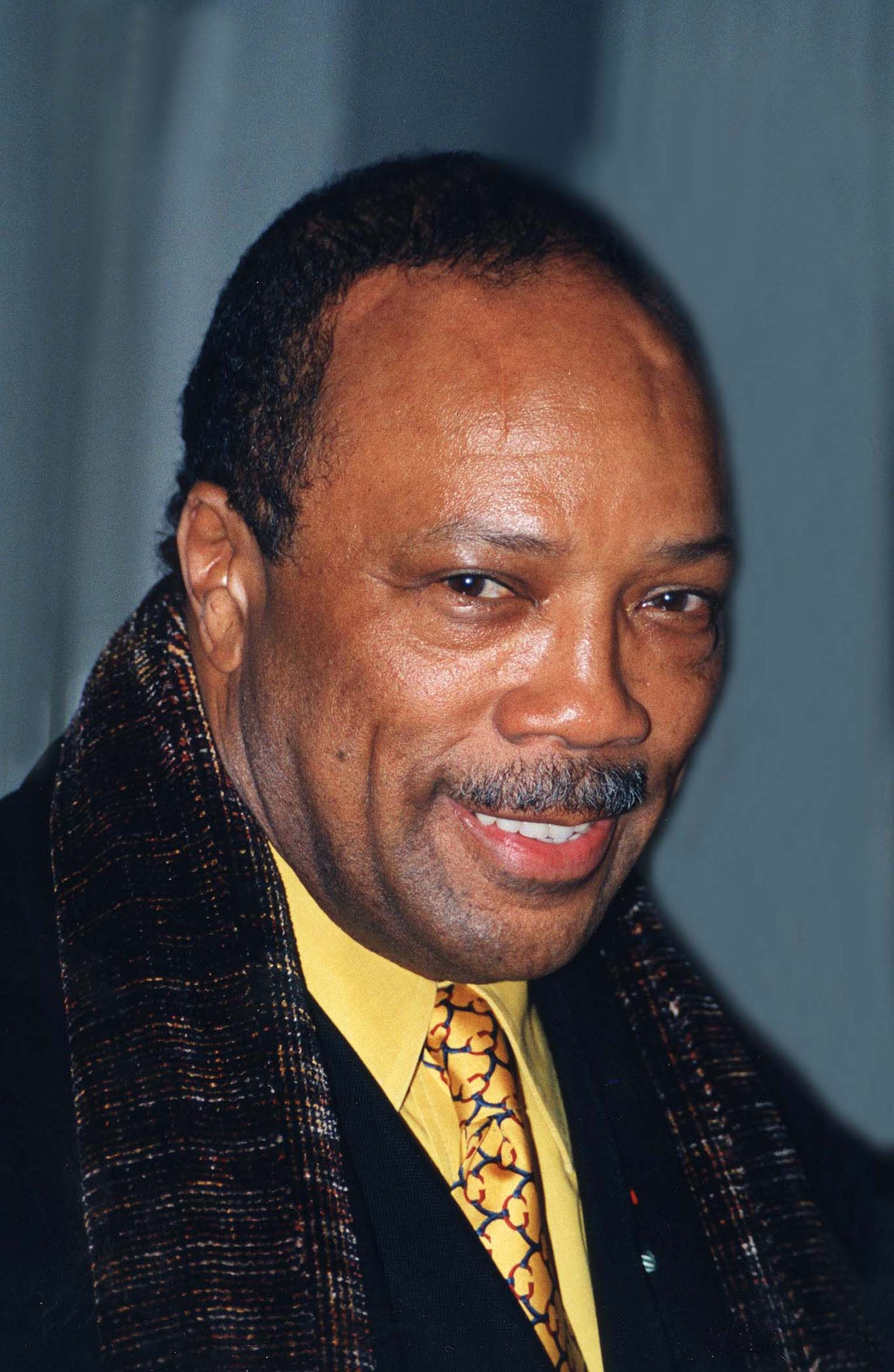
Huszonnyolcszoros győztes, Quincy Jones

| Helyezés | Producer          | Díj |
| -------- | ----------------- | --- |
| 1        | Quincy Jones      | 28  |
| 2        | David Frost       | 25  |
| 3        | Kanye West        | 24  |
| 4        | Steven Epstein    | 17  |
| 5        | David Foster      | 16  |
| 5        | James Mallinson   | 16  |
| 7        | Judith Sherman    | 15  |
| 8        | Phil Ramone       | 14  |
| 9        | T Bone Burnett    | 13  |
| 9        | Jay David Saks    | 13  |
| 9        | Pharrell Williams | 13  |
| 9        | Robert Woods      | 13  |

### Legtöbb rapper által elnyert Grammy-díj

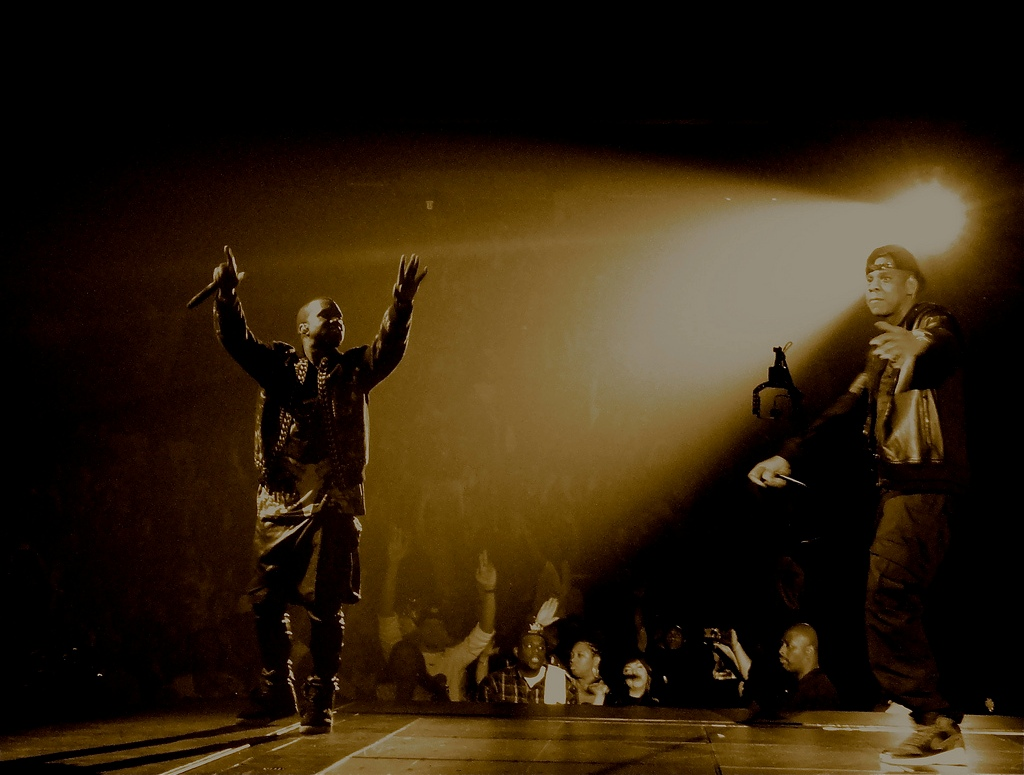
Jay-Z (jobbra) és Kanye West (balra), a díj történetének legsikeresebb rapperei

Jay-Z és Kanye West nyerte a legtöbb díjat rapperek között, 24-et. Lauryn Hill a díj történetének legsikeresebb női rappere.

| Helyezés | Rapper            | Díj |
| -------- | ----------------- | --- |
| 1        | Jay-Z             | 24  |
| 1        | Kanye West        | 24  |
| 3        | Kendrick Lamar    | 17  |
| 4        | Eminem            | 15  |
| 5        | Pharrell Williams | 13  |
| 6        | André 3000        | 9   |
| 7        | Lauryn Hill       | 8   |
| 8        | Dr. Dre           | 7   |
| 9        | Outkast           | 6   |
| 10       | Childish Gambino  | 5   |
| 10       | Drake             | 5   |
| 10       | Lil Wayne         | 5   |

### Legtöbb egy hangmérnök által elnyert Grammy-díj
| Helyezés | Hangmérnök    | Díj |
| -------- | ------------- | --- |
| 1        | Al Schmitt    | 20  |
| 1        | Şerban Ghenea | 20  |
| 3        | Tom Elmhirst  | 17  |

### Legfiatalabb győztesek

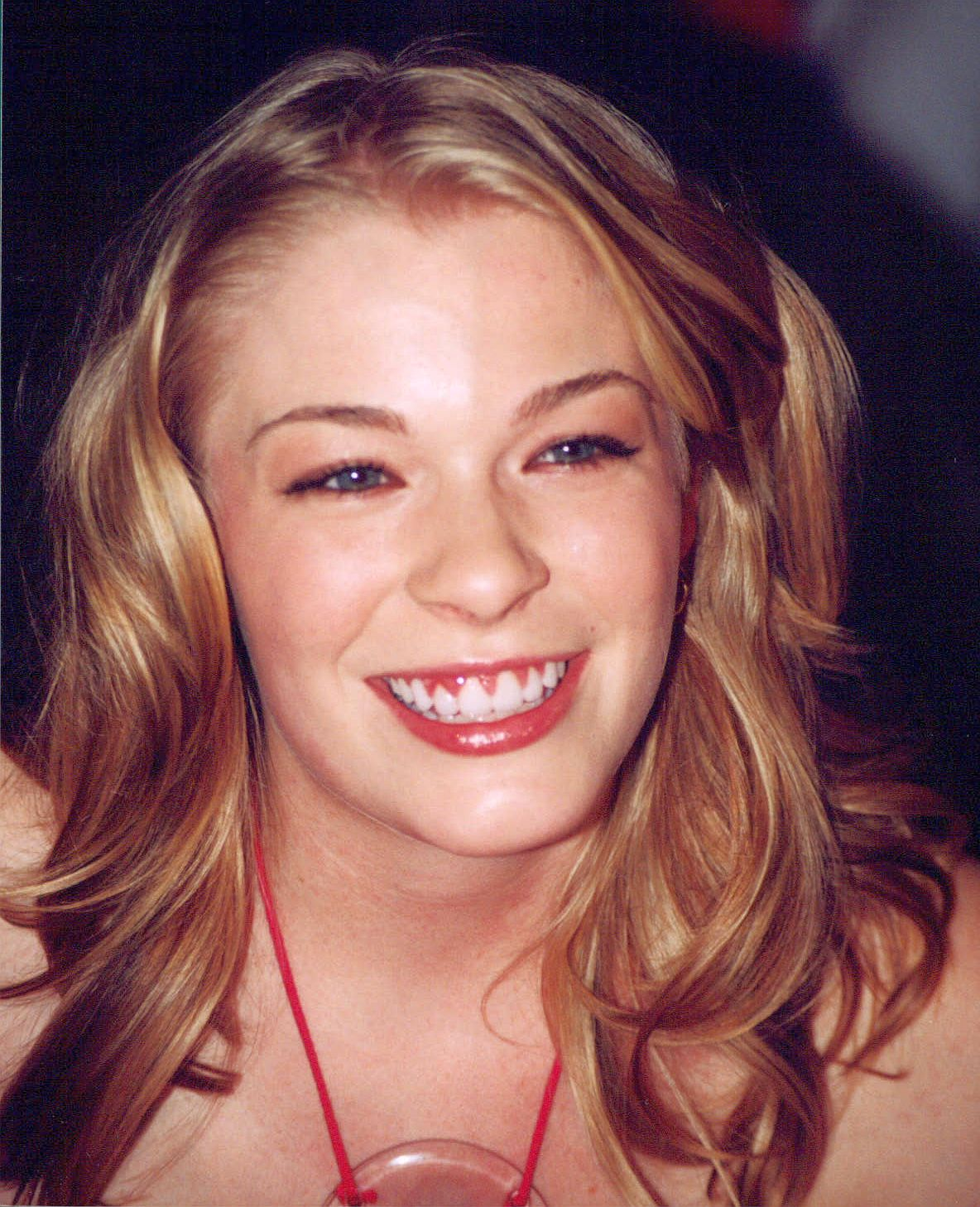
LeAnn Rimes a legfiatalabb, aki önmaga elnyert egy Grammy-díjat

| Helyezés | Életkor            | Előadó             |
| -------- | ------------------ | ------------------ |
| 1        | 8 éves             | Leah Peasall       |
| 2        | 9 éves, 66 napos   | Blue Ivy Carter    |
| 3        | 11 éves            | Hannah Peasall     |
| 4        | 14 éves            | Sarah Peasall      |
| 5        | 14 éves, 160 napos | Walter Russell III |
| 6        | 14 éves, 182 napos | LeAnn Rimes        |
| 7        | 14 éves, 313 napos | Luis Miguel        |
| 8        | 16 éves, 308 napos | Stephen Marley     |
| 9        | 17 éves, 80 napos  | Lorde              |
| 10       | 18 éves, 39 napos  | Billie Eilish      |

### Az év albuma-díj legfiatalabb győztesei

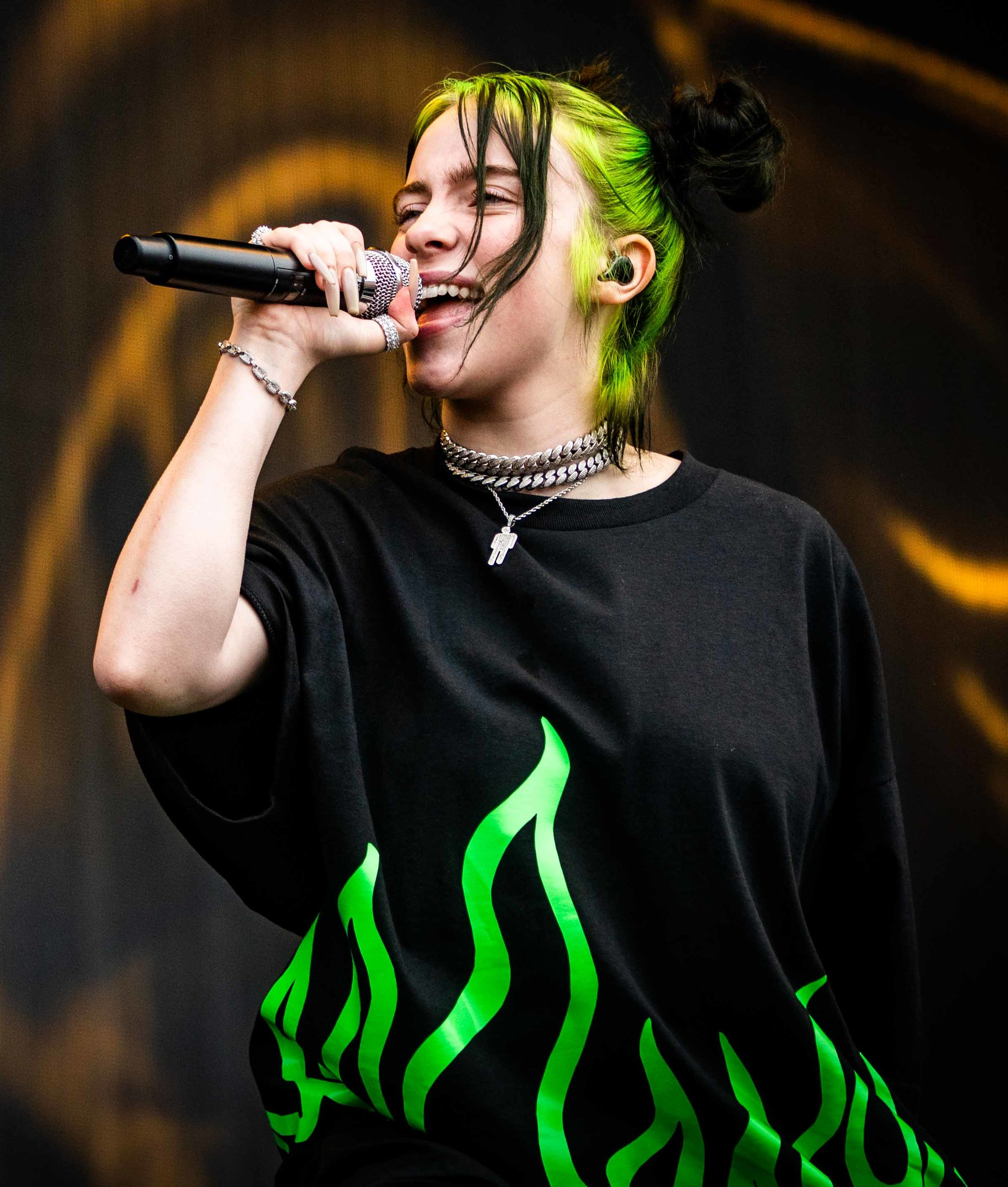
Billie Eilish a legfiatalabb előadó, aki elnyerte az év albuma és az év felvétele díjakat

Billie Eilish a legfiatalabb Az év albuma-díj győztes. 18 évesen nyerte el a díjat When We All Fall Asleep, Where Do We Go? albumáért 2020-ban.

| Helyezés | Életkor            | Előadó               |
| -------- | ------------------ | -------------------- |
| 1        | 18 éves, 39 napos  | Billie Eilish        |
| 2        | 20 éves, 49 napos  | Taylor Swift (2010)  |
| 3        | 21 éves, 272 napos | Alanis Morissette    |
| 4        | 22 éves, 18 napos  | Barbra Streisand     |
| 5        | 23 éves, 274 napos | Lauryn Hill          |
| 6        | 23 éves, 283 napos | Adele (2012)         |
| 7        | 23 éves, 293 napos | Stevie Wonder (1974) |
| 8        | 23 éves, 330 napos | Norah Jones          |

### Az év felvétele-díj legfiatalabb győztesei
| Helyezés | Életkor            | Előadó                             |
| -------- | ------------------ | ---------------------------------- |
| 1        | 18 éves, 39 napos  | Billie Eilish (2020)               |
| 2        | 19 éves, 86 napos  | Billie Eilish (2021)               |
| 3        | 22 éves, 265 napos | Sam Smith                          |
| 4        | 22 éves, 320 napos | Kimbra                             |
| 5        | 23 éves, 72 napos  | Jared Followill (Kings of Leon)    |
| 6        | 23 éves, 199 napos | Bobby Darin                        |
| 7        | 23 éves, 283 napos | Adele (2012)                       |
| 8        | 23 éves, 330 napos | Norah Jones                        |
| 9        | 24 éves, 23 napos  | Florence LaRue (The 5th Dimension) |
| 10       | 24 éves, 149 napos | Amy Winehouse                      |

### Az év dala-díj legfiatalabb győztesei

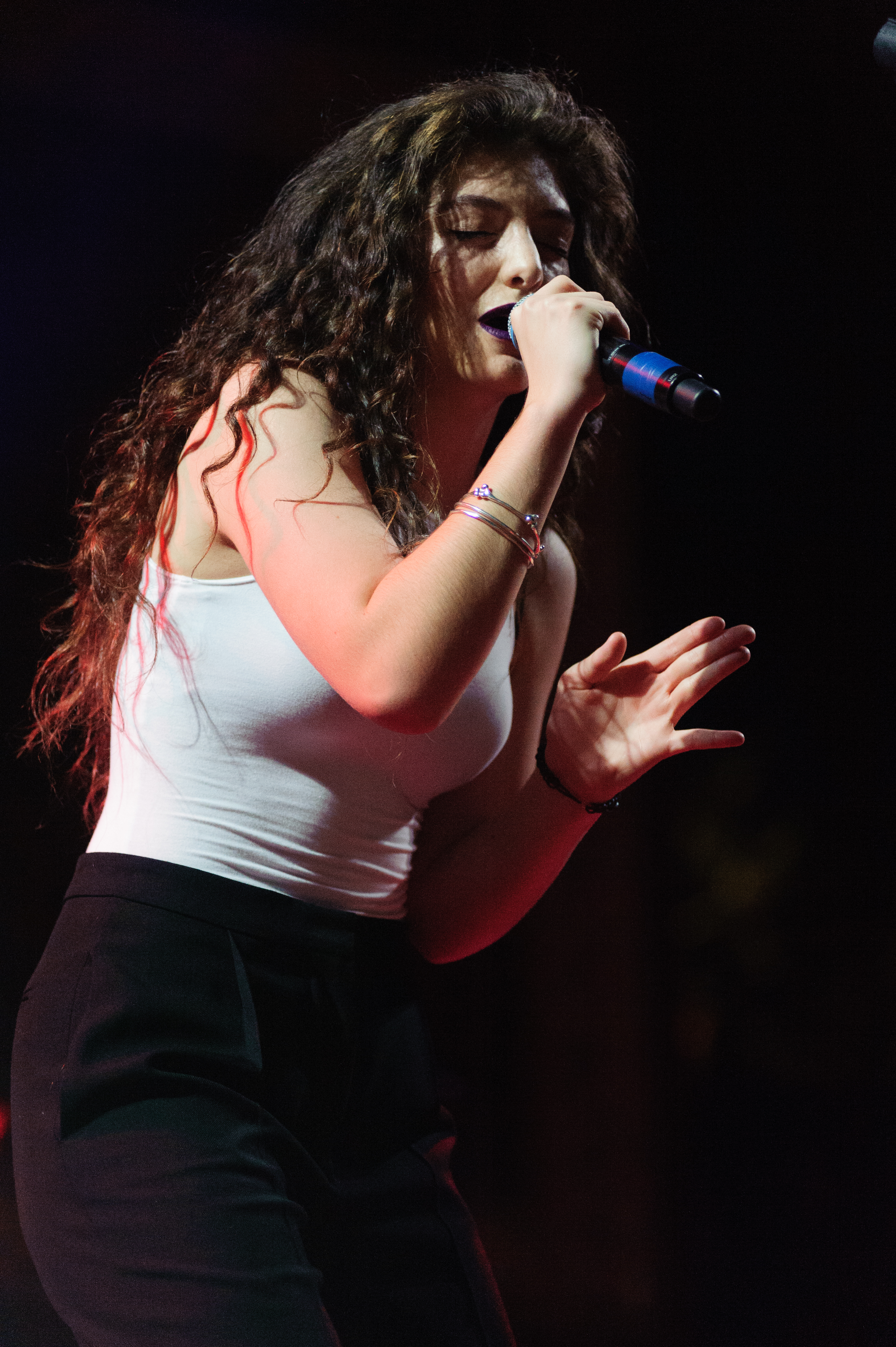
Lorde 2014-ben a legfiatalabb előadó lett, aki elnyerte Az év dala díjat.

17 éves korában Lorde lett a legfiatalabb előadó, aki elnyerte Az év dala díjat, 2014-ben Royals című számáért.

### A legjobb új előadó-díj legfiatalabb győztesei
14 éves korában LeAnn Rimes lett a legfiatalabb győztese a Legjobb új előadó díjnak, 1997-ben.

### Legidősebb győztesek

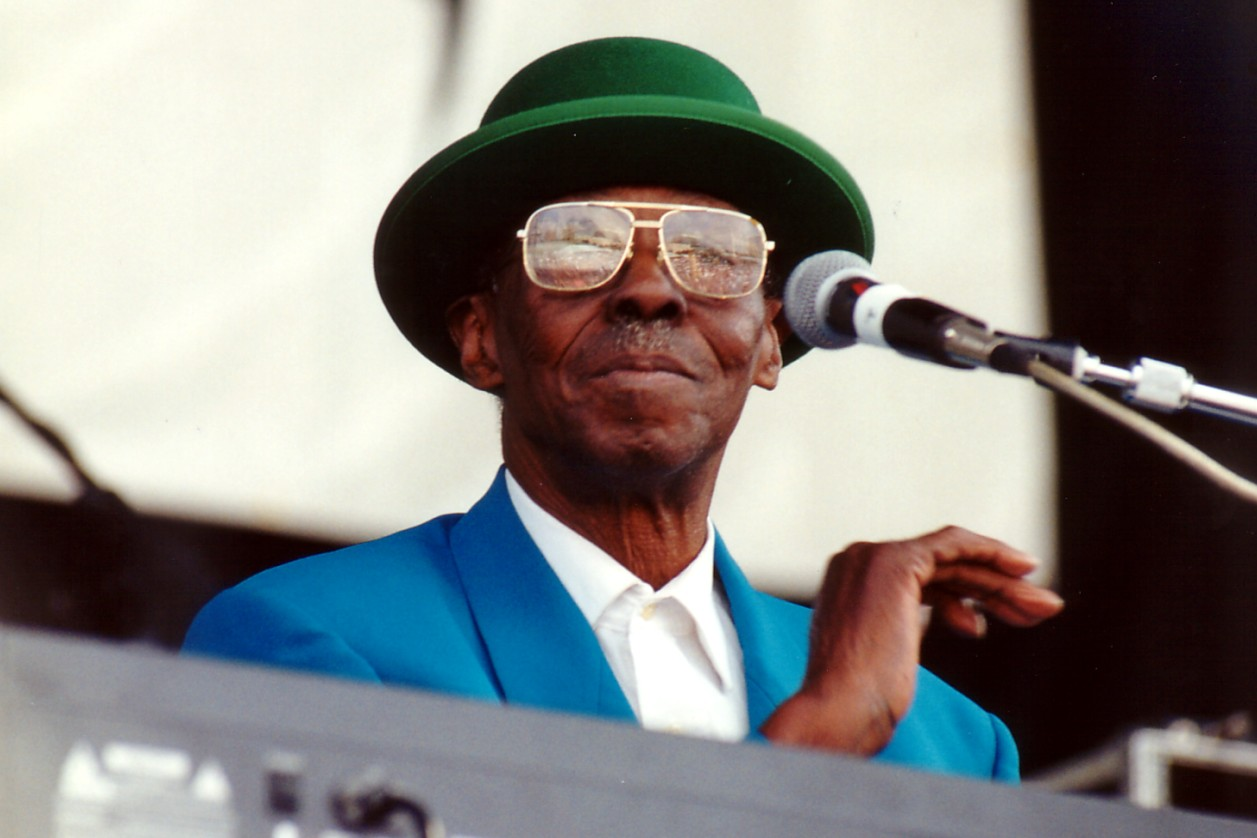
Pinetop Perkins a legidősebb Grammy-győztes, a díjat hetekkel halála előtt nyerte el.

| Helyezés | Életkor            | Előadó                  |
| -------- | ------------------ | ----------------------- |
| 1        | 97 éves, 221 napos | Pinetop Perkins (2011)  |
| 2        | 95 éves, 243 napos | Tony Bennett (2022)     |
| 3        | 95 éves, 31 napos  | George Burns (1991)     |
| 4        | 94 éves, 132 napos | Jimmy Carter (2019)     |
| 5        | 91 éves, 361 napos | John Williams (2024)    |
| 6        | 91 éves, 137 napos | Jimmy Carter (2016)     |
| 7        | 90 éves, 52 napos  | Elizabeth Cotten (1985) |
| 8        | 90 éves, 26 napos  | Betty White (2012)      |

### Legtöbb díjat nyert albumok
| Helyezés | Album és előadó                                | Díj |
| -------- | ---------------------------------------------- | --- |
| 1        | Supernatural – Santana                         | 9   |
| 1        | How to Dismantle an Atomic Bomb – U2           | 9   |
| 3        | Genius Loves Company – Ray Charles             | 8   |
| 3        | Thriller – Michael Jackson                     | 8   |
| 5        | Back on the Block – Quincy Jones               | 7   |
| 5        | All That You Can’t Leave Behind – U2           | 7   |
| 5        | Come Away With Me – Norah Jones                | 7   |
| 5        | 21 – Adele                                     | 7   |
| 5        | 24K Magic – Bruno Mars                         | 7   |
| 9        | The Return of Roger Miller – Roger Miller      | 6   |
| 9        | Bridge over Troubled Water – Simon & Garfunkel | 6   |
| 9        | Toto IV – Toto                                 | 6   |
| 9        | Unforgettable... with Love – Natalie Cole      | 6   |
| 9        | Raising Sand – Robert Plant & Alison Krauss    | 6   |
| 9        | The Blueprint 3 – Jay-Z                        | 6   |
| 9        | To Pimp a Butterfly – Kendrick Lamar           | 6   |

### Az év albuma-díjat legtöbbször elnyert előadók
A legtöbb Az év albuma-díj, amelyet egy előadó elnyert, öt. Egy hangmérnök nyerte ezt a díjat ötször:
- Serban Ghenea, hangmérnök/keverés – 1989 (2016), 25 (2017), 24K Magic (2018), Folklore (2021), Midnights (2024)

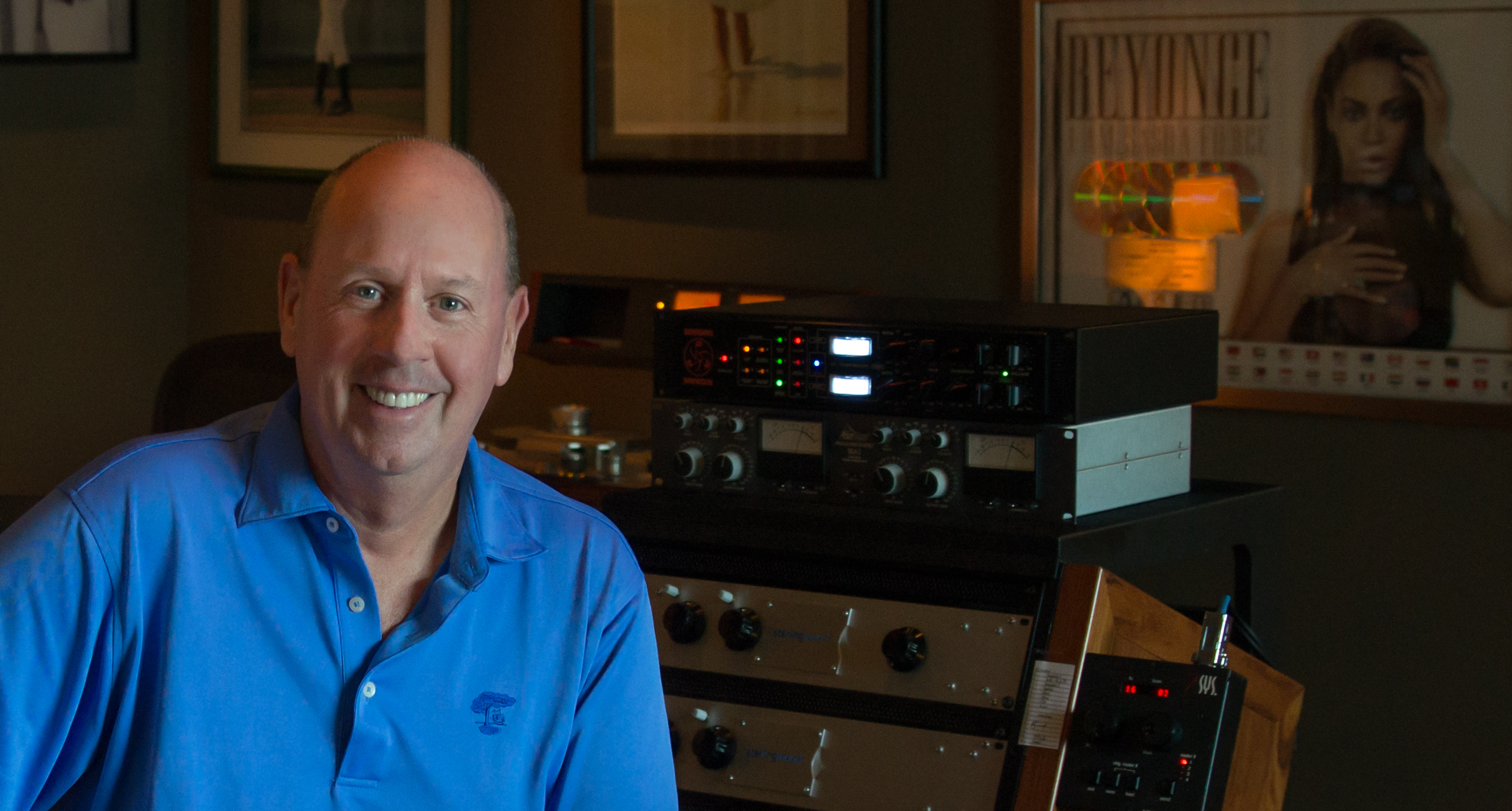
Tom Coyne négyszer nyerte el Az év albuma és Az év felvétele díjat.

Egy előadó, egy hangmérnök és két maszterelő hangmérnök nyerte el a díjat négyszer:
- Taylor Swift, előadó – Fearless (2010), 1989 (2016), Folklore (2021), Midnights (2024)
- John Hanes, hangmérnök/keverés – 1989 (2016), 25 (2017), 24K Magic (2018), Folklore (2021)
- Tom Coyne, maszterelő hangmérnök – 21 (2012), 1989 (2016), 25 (2017), 24K Magic (2018)
- Randy Merrill, maszterelő hangmérnök – 25 (2017), Folklore (2021), Harry’s House (2023)

Három előadó, öt producer, három hangmérnök és egy maszterelő hangmérnök nyerte el a díjat háromszor:
- Frank Sinatra, előadó – Come Dance with Me! (1960), September of My Years (1966), A Man and His Music (1967)
- Stevie Wonder, előadó – Innervisions (1974), Fulfillingness’ First Finale (1975), Songs in the Key of Life (1977)
- Paul Simon, előadó – Bridge over Troubled Water (1971), Still Crazy After All These Years (1976), Graceland (1987)
- Jack Antonoff, producer – 1989 (2016), Folklore (2021), Midnights (2024)
- David Foster, producer – Unforgettable... with Love (1992), The Bodyguard – Original Soundtrack Album (1994), Falling into You (1997)
- Phil Ramone, producer – Still Crazy After All These Years (1976), 52nd Street (1980), Genius Loves Company (2005)
- Daniel Lanois, producer – The Joshua Tree (1988), Time Out of Mind (1998), How to Dismantle an Atomic Bomb (2006)
- Ryan Tedder, producer – 21 (2012), 1989 (2016), 25 (2017)
- Mike Piersante, hangmérnök/keverés – O Brother, Where Art Thou? – Soundtrack (2002), Raising Sand (2009), 25 (2017)
- Tom Elmhirst, hangmérnök/keverés – 21 (2012), Morning Phase (2015), 25 (2017)
- Laura SIsk, hangmérnök/keverés – 1989 (2016), Folklore (2021), Midnights (2024)
- Bob Ludwig, maszterelő hangmérnök – Babel (2013), Random Access Memories (2014), Morning Phase (2015)

### Az év felvétele-díjat legtöbbször elnyert előadók
Az év felvétele díjat legtöbbször Tom Coyne nyerte el, sorozatban négyszer mastering hangmérnökként – Stay with Me (Darkchild Version) (2015), Uptown Funk (2016), Hello (2017), 24K Magic (2018)
Két előadó és négy hangmérnök nyerte el a díjat háromszor:
- Paul Simon, előadó – Mrs. Robinson (1969), Bridge over Troubled Water (1971), Graceland (1988)
- Bruno Mars, előadó — Uptown Funk (2016), 24K Magic (2018), Leave the Door Open (2022)
- Tom Elmhirst, hangmérnök/keverés – Rehab (2008), Rolling in the Deep (2012), Hello (2017)
- Serban Ghenea, hangmérnök/keverés – Uptown Funk (2016), 24K Magic (2018), Leave the Door Open (2022)
- John Hanes, hangmérnök/keverés – Uptown Funk (2016), 24K Magic (2018), Leave the Door Open (2022)
- Charles Moniz, hangmérnök/keverés – Uptown Funk (2016), 24K Magic (2018), Leave the Door Open (2022)

### Az év dala-díjat legtöbbször elnyert előadók
Az év dala díjat legtöbbször kétszer nyerték el, ezt tizennégy dalszerző is elérte:
- Henry Mancini – Moon River (1962), Days of Wine and Roses (1964)
- Johnny Mercer – Moon River (1962), Days of Wine and Roses (1964)
- James Horner – Somewhere Out There (1988), My Heart Will Go On (1999)
- Will Jennings – Tears in Heaven (1993), My Heart Will Go On (1999)
- Bono – Beautiful Day (2001), Sometimes You Can’t Make It on Your Own (2006)
- Adam Clayton – Beautiful Day (2001), Sometimes You Can’t Make It on Your Own (2006)
- The Edge – Beautiful Day (2001), Sometimes You Can’t Make It on Your Own (2006)
- Larry Mullen Jr. – Beautiful Day (2001), Sometimes You Can’t Make It on Your Own (2006)
- Adele – Rolling in the Deep (2012), Hello (2017)
- Brody Brown – That’s What I Like (2018), Leave the Door Open (2022)
- D’Mile – I Can’t Breathe (2021), Leave the Door Open (2022)
- Bruno Mars – That’s What I Like (2018), Leave the Door Open (2022)
- Billie Eilish – Bad Guy (2020), What Was I Made For? (2024)
- Finneas O’Connell – Bad Guy (2020), What Was I Made For? (2024)

### A legtöbb egymást követő albumokért elnyert díj
Alison Krauss and Union Station, Beyoncé (az Everything Is Love-ot beleértve), Pat Metheny (a Pat Metheny Group tagjaként), és a The Manhattan Transfer sorozatban hét díjat nyert el sorozatban hét albumért.

### Egy kategóriát sorozatban legtöbbször elnyerő előadók
| Helyezés | Előadó                  | Kategória                              | Évek                                   |
| -------- | ----------------------- | -------------------------------------- | -------------------------------------- |
| 1        | Aretha Franklin         | Legjobb női R&B előadó                 | 8; (1968–1975)                         |
| 2        | Bill Cosby              | Legjobb komédia album                  | 6; (1965–1970)                         |
| 2        | John Williams           | Legjobb eredeti filmzene               | 6; (1978–1983)                         |
| 2        | Jimmy Sturr             | Legjobb polka album                    | 6; (1987–1992)                         |
| 3        | Vince Gill              | Legjobb férfi country előadás          | 5; (1995–1999)                         |
| 5        | Pat Benatar             | Legjobb rock énekesnő                  | 4; (1981–1984)                         |
| 5        | Robert Shaw             | Legjobb kórus előadás                  | 4; (1988–1991)                         |
| 5        | Jack Renner             | Legjobb hangmérnöki munka (klasszikus) | 4; (1988–1991)                         |
| 5        | Jimmy Sturr (háromszor) | Legjobb polka album                    | 4; (1996–1999) (2001–2004) (2006–2009) |
| 5        | Lenny Kravitz           | Legjobb férfi rockénekes               | 4; (1999–2002)                         |
| 5        | Tom Coyne               | Az év felvétele                        | 4; (2015–2018)                         |
| 5        | Peter Schickele         | Legjobb komédia album                  | 4; (1989-1992)                         |

### Előadók, akik megnyerték mind a négy általános díjat

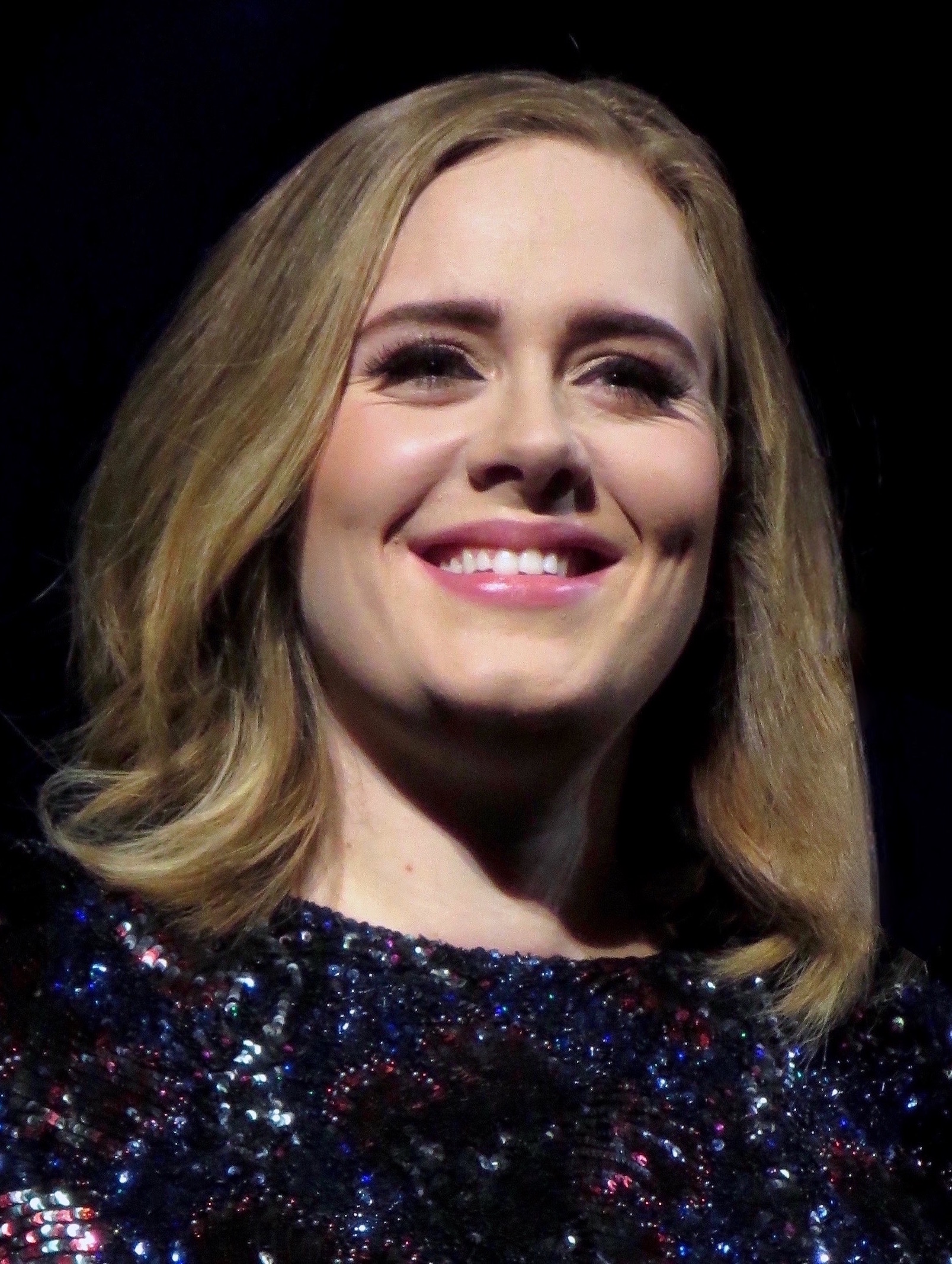
Adele egyike azon három előadónak, aki elnyerte mind a négy általános díjat.

Eddig csak három előadó nyerte el mind a négy általános díjat, Az év albuma, Az év felvétele, Az év dala és a Legjobb új előadó díjakat.
1981-ben Christopher Cross lett az első előadó, aki elnyerte mind a négy díjat és az első, aki ezt egy gálán tette meg.
2009-ben Adele elnyerte a Legjobb új előadó díjat, 2012-ben és 2016-ban pedig elnyerte a további hármat. Ő lett a második előadó, aki elnyerte mind a négy díjat és az első nő, akinek ez sikerült.
2020-ban Billie Eilish a harmadik előadó lett, aki elnyerte mind a négy díjat, összességében a második nő és az első női énekes, aki ezt egy gálán megtette.

## Egy gálán

### Legtöbb díj egy gálán
A legtöbb Grammy-díj, amelyet egy gálán elnyertek, nyolc. Ez Michael Jacksonnak sikerült 1984-ben és a Santanának 2000-ben.

| Helyezés | Előadó(k)                | Díjak |
| -------- | ------------------------ | ----- |
| 1        | Michael Jackson (1984)   | 8     |
| 1        | Santana (2000)           | 8     |
| 3        | Paul Simon (1971)        | 7     |
| 4        | Roger Miller (1966)      | 6     |
| 4        | Quincy Jones (1991)      | 6     |
| 4        | Eric Clapton (1993)      | 6     |
| 4        | Beyoncé (2010)           | 6     |
| 4        | Adele (2012)             | 6     |
| 4        | Tom Elmhirst (2017)      | 6     |
| 4        | Bruno Mars (2018)        | 6     |
| 4        | Finneas O’Connell (2020) | 6     |

### Egy férfi előadó által elnyert legtöbb díj egy gálán

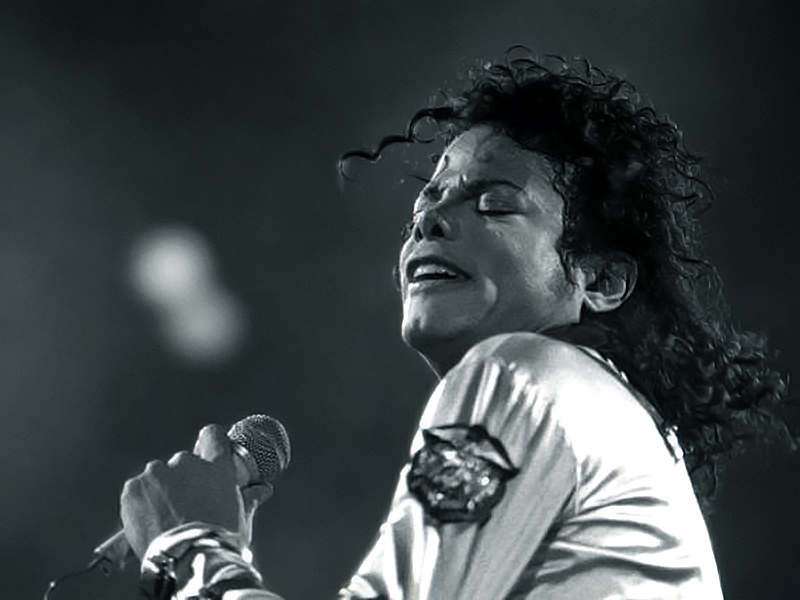
Michael Jackson nyolc díjat nyert el 1984-ben.

| Helyezés | Előadó(k)              | Díjak |
| -------- | ---------------------- | ----- |
| 1        | Michael Jackson (1984) | 8     |
| 2        | Paul Simon (1971)      | 7     |
| 3        | Roger Miller (1966)    | 6     |
| 3        | Quincy Jones (1991)    | 6     |
| 3        | Eric Clapton (1993)    | 6     |
| 3        | Bruno Mars (2018)      | 6     |

### Egy női előadó által elnyert legtöbb díj egy gálán
| Helyezés | Előadó               | Díjak |
| -------- | -------------------- | ----- |
| 1        | Beyoncé (2010)       | 6     |
| 1        | Adele (2012)         | 6     |
| 3        | Lauryn Hill (1999)   | 5     |
| 3        | Alicia Keys (2002)   | 5     |
| 3        | Norah Jones (2003)   | 5     |
| 3        | Beyoncé (2004)       | 5     |
| 3        | Amy Winehouse (2008) | 5     |
| 3        | Alison Krauss (2009) | 5     |
| 3        | Adele (2017)         | 5     |
| 3        | Billie Eilish (2020) | 5     |

### Egy csoport által elnyert legtöbb díj egy gálán

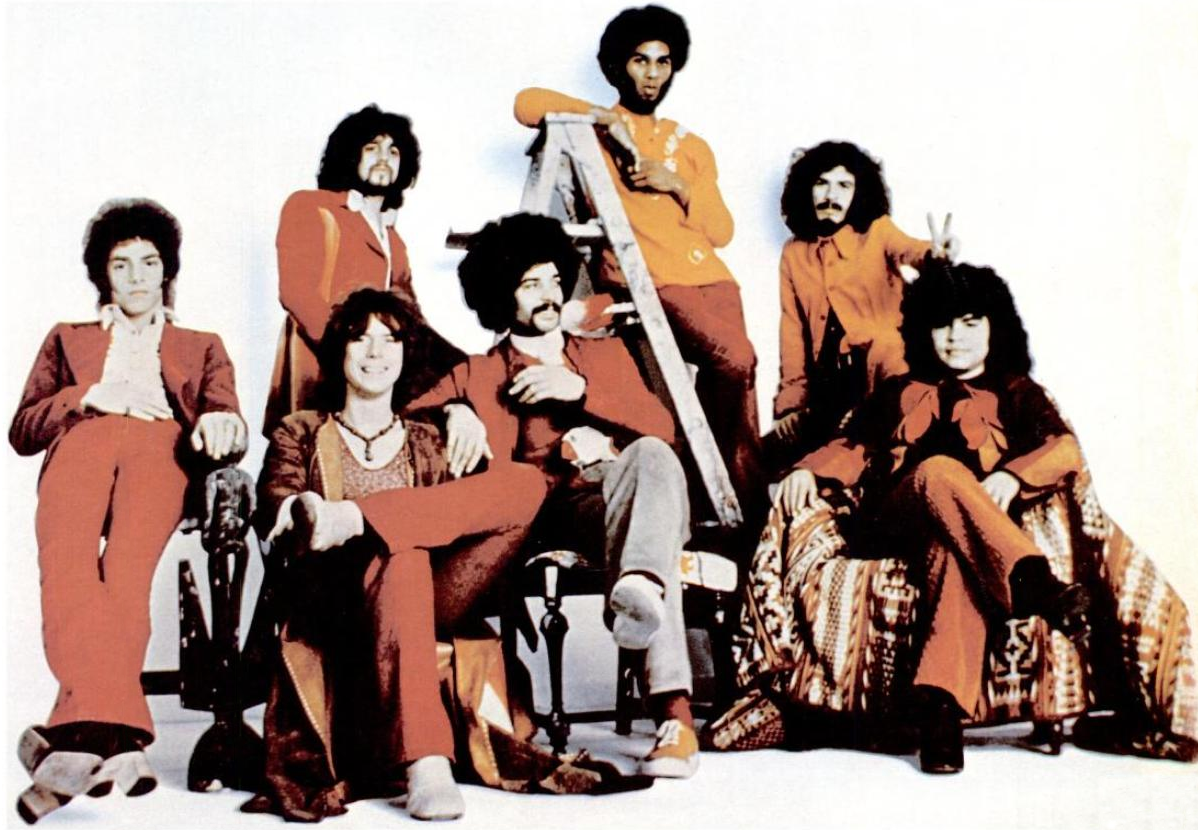
A Santana nyolc díjat nyert el 2000-ben.

| Helyezés | Előadó                   | Díjak |
| -------- | ------------------------ | ----- |
| 1        | Santana (2000)           | 8     |
| 2        | Simon & Garfunkel (1971) | 5     |
| 2        | U2 (2006)                | 5     |
| 2        | The Chicks (2007)        | 5     |
| 2        | Lady A (2011)            | 5     |
| 2        | Foo Fighters (2012)      | 5     |

### Egy producer által elnyert legtöbb díj egy gálán
Egy producer által legtöbb elnyert díj hat. Quincy Jones 1991-ben nyerte el a díjat hatszor. Ezt Finneas O’Connell állította be 2020-ban, mikor Billie Eilish When We All Fall Asleep, Where Do We Go? albumáért kapott hat Grammy-t.

### Egy hangmérnök által elnyert legtöbb díj egy gálán
2017-ben Tom Elmhirst hat Grammy-t nyert el, Adele 25, a Cage the Elephant Tell Me I’m Pretty és David Bowie Blackstar albumáért.

### Előadók, akik egy gálán elnyerték mind a négy általános díjat
Christopher Cross (1981) és Billie Eilish (2020).

### Előadók, akik elnyerték az év albuma, az év felvétele és az év dala díjat egy gálán
A három legnagyobb Grammy-kategória Az év albuma, Az év felvétele és Az év dala. Nyolc előadó nyerte el egy gálán mind a három díjat. Adele az egyetlen, akinek ez kétszer is sikerült.

| Év   | Előadó            |
| ---- | ----------------- |
| 1971 | Paul Simon        |
| 1972 | Carole King       |
| 1981 | Christopher Cross |
| 1993 | Eric Clapton      |
| 2007 | The Dixie Chicks  |
| 2012 | Adele             |
| 2017 | Adele             |
| 2018 | Bruno Mars        |
| 2020 | Billie Eilish     |

### Egy album által elnyert legtöbb díj egy gálán
A legtöbb díj egy albumnak egy gálán kilenc. 2000-ben a Santana Supernatural albuma elnyerte Az év felvétele, Az év albuma, Az év dala, A legjobb popénekesi együttműködés, a Legjobb instrumentális pop előadás, a Legjobb vokális popduó vagy -együttes teljesítmény, a Legjobb rock instrumentális teljesítmény, a Legjobb rock előadás duó vagy csoport által és a Legjobb rockalbum díjat.

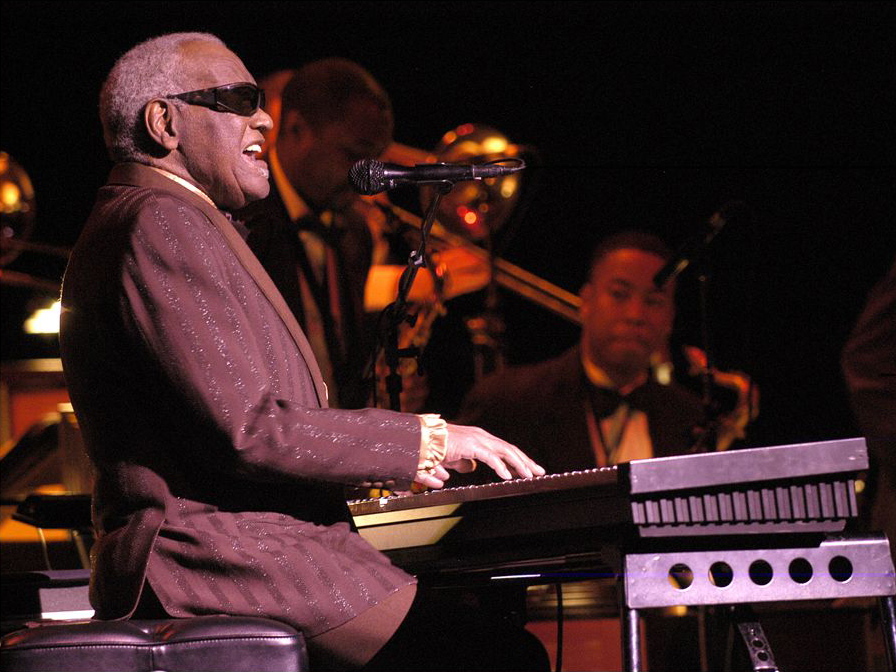
Ray Charles öt díjat nyert el 2005-ben, kevesebb, mint egy évvel halálát követően.

### Legtöbb posztumusz díj egy gálán
2005-ben, a 47. Grammy-gálán Ray Charles öt Grammy-díjat nyert el, többek között Az év felvétele és Az év albuma díjakat, kevesebb, mint egy évvel halála után.

## Jelölések

### Legtöbb jelölés
Jay-Z kapta a legtöbb jelölést a díjátadó történetében, 83-at.

| Helyezés | Előadó            | Jelölések |
| -------- | ----------------- | --------- |
| 1        | Jay-Z             | 88        |
| 1        | Beyoncé           | 88        |
| 3        | Paul McCartney    | 82        |
| 4        | Quincy Jones      | 80        |
| 5        | John Williams     | 76        |
| 6        | Kanye West        | 75        |
| 7        | Solti György      | 74        |
| 7        | Stevie Wonder     | 74        |
| 9        | Henry Mancini     | 72        |
| 9        | Chick Corea       | 72        |
| 11       | Pierre Boulez     | 67        |
| 12       | Leonard Bernstein | 63        |
| 13       | Willie Nelson     | 58        |
| 14       | Dolly Parton      | 54        |
| 16       | Jay David Saks    | 53        |

### Legtöbb jelölés egy gálán
Michael Jackson és Babyface szerezte a legtöbb Grammy-jelölést egy gálán, mindketten 12-t.

| Helyezés | Előadó                 | Jelölések | Gála |
| -------- | ---------------------- | --------- | ---- |
| 1        | Michael Jackson        | 12        | 1984 |
| 1        | Babyface               | 12        | 1997 |
| 3        | Kendrick Lamar         | 11        | 2016 |
| 3        | Jon Batiste            | 11        | 2022 |
| 5        | Lauryn Hill            | 10        | 1999 |
| 5        | Kanye West             | 10        | 2005 |
| 5        | Beyoncé                | 10        | 2010 |
| 5        | Eminem                 | 10        | 2011 |
| 9        | Paul McCartney         | 9         | 1966 |
| 9        | Roger Miller           | 9         | 1966 |
| 9        | The Manhattan Transfer | 9         | 1986 |
| 9        | Eric Clapton           | 9         | 1993 |
| 9        | Santana                | 9         | 2000 |
| 9        | Jay-Z                  | 9         | 2014 |
| 9        | Beyoncé                | 9         | 2017 |
| 9        | Beyoncé                | 9         | 2021 |
| 9        | Beyoncé                | 9         | 2023 |
| 9        | SZA                    | 9         | 2024 |

### Legtöbb jelölés győzelem nélkül

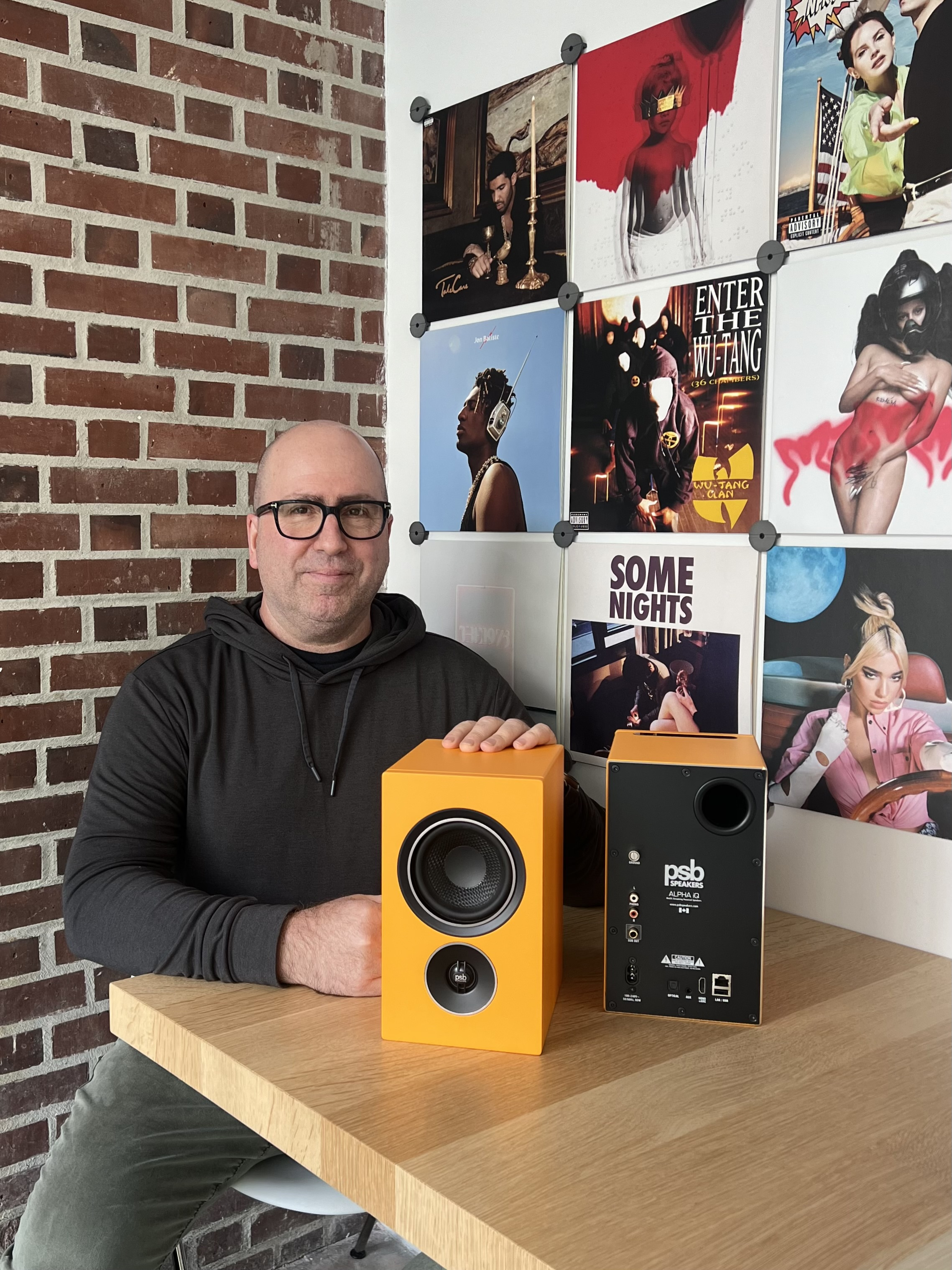
Chris Gehringer húszszor is jelölve volt díjakra, de egyszer se nyert

Chris Gehringer 20 jelölést szerzett, de soha nem nyerte el a díjat.
| Helyezés | Előadó           | Jelölések |
| -------- | ---------------- | --------- |
| 1        | Chris Gehringer  | 20        |
| 2        | Zubin Mehta      | 18        |
| 3        | Snoop Dogg       | 17        |
| 3        | Fred Hersch      | 17        |
| 3        | Dave Kutch       | 17        |
| 6        | Björk            | 16        |
| 6        | Brian McKnight   | 16        |
| 8        | Joe Satriani     | 15        |
| 8        | Dierks Bentley   | 15        |
| 10       | Toshiko Akiyoshi | 14        |
| 10       | Martina McBride  | 14        |
| 10       | Musiq Soulchild  | 14        |
| 13       | Katy Perry       | 13        |
| 13       | Spyro Gyra       | 13        |
| 13       | Charlie Wilson   | 13        |
| 13       | José Serebrier   | 13        |
| 13       | Diana Ross       | 13        |

### Legtöbb jelölés egy gálán, győzelem nélkül

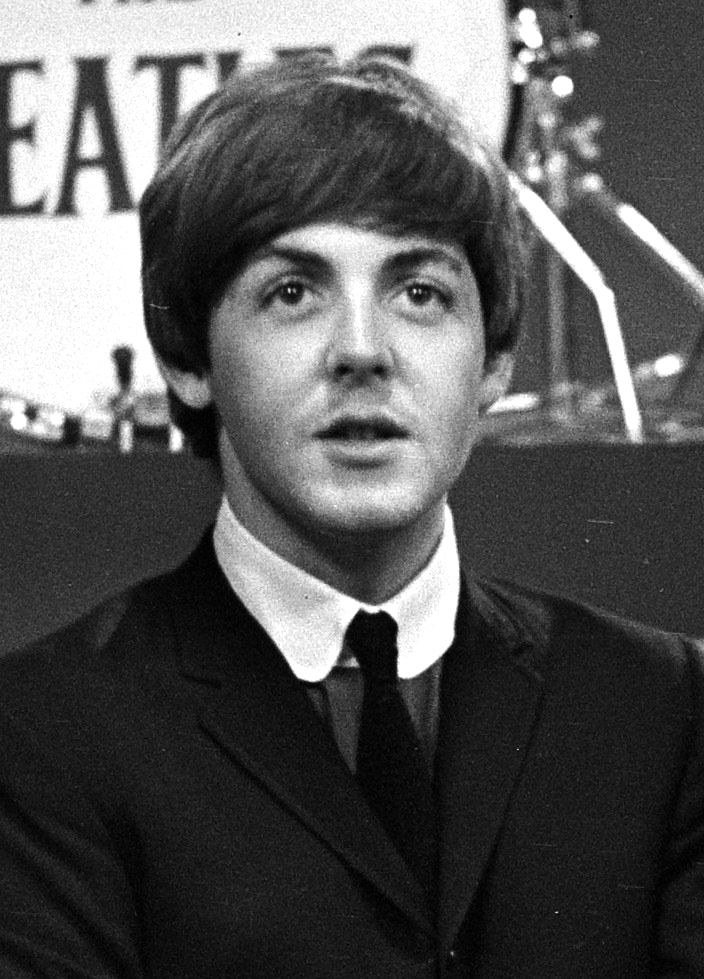
Paul McCartney-t 1966-ban kilenc díjra jelölték, de egyet se tudott megnyerni.

| Helyezés | Előadó                   | Jelölések |
| -------- | ------------------------ | --------- |
| 1        | Paul McCartney (1966)    | 9         |
| 2        | Rihanna (2017)           | 8         |
| 2        | Kanye West (2017)        | 8         |
| 2        | Jay-Z (2018)             | 8         |
| 2        | Justin Bieber (2022)     | 8         |
| 5        | Stevie Wonder (1983)     | 7         |
| 5        | India.Arie (2002)        | 7         |
| 5        | Kendrick Lamar (2014)    | 7         |
| 8        | Henry Mancini (1959)     | 6         |
| 8        | Thomas Z. Shepard (1970) | 6         |
| 8        | Lionel Richie (1982)     | 6         |
| 8        | David Foster (1986)      | 6         |
| 8        | Mariah Carey (1996)      | 6         |
| 8        | 50 Cent (2006)           | 6         |
| 8        | Bruno Mars (2012)        | 6         |
| 8        | Roddy Ricch (2021)       | 6         |
| 8        | Giveon (2022)            | 6         |
| 8        | Mary J. Blige (2023)     | 6         |
| 8        | DJ Khaled (2023)         | 6         |
| 8        | Jon Batiste (2024)       | 6         |
| 8        | Olivia Rodrigo (2024)    | 6         |

### Jelölés a legtöbb kategóriában
| Helyezés | Előadó            | Jelölések |
| -------- | ----------------- | --------- |
| 1        | Quincy Jones      | 15        |
| 2        | Paul McCartney    | 12        |
| 3        | Bob Dylan         | 11        |
| 4        | David Foster      | 10        |
| 4        | Béla Fleck        | 10        |
| 6        | Jack White        | 9         |
| 6        | Janet Jackson     | 9         |
| 6        | Jon Batiste       | 9         |
| 9        | Cyndi Lauper      | 8         |
| 9        | Elton John        | 8         |
| 9        | Elvis Costello    | 8         |
| 9        | Prince            | 8         |
| 9        | Michael Jackson   | 8         |
| 9        | Danger Mouse      | 8         |
| 9        | Herbie Hancock    | 8         |
| 9        | Lionel Richie     | 8         |
| 9        | Justin Timberlake | 8         |
| 9        | Stevie Wonder     | 8         |
| 9        | Linda Rondstadt   | 8         |
| 9        | Sting             | 8         |
| 9        | Beyoncé           | 8         |
| 9        | Pharrell Williams | 8         |
| 9        | Dolly Parton      | 8         |
| 9        | Joni Mitchell     | 8         |

### Előadók, akik mind a négy általános kategóriában jelölve voltak egy gálán
Összesen 15 előadót jelöltek egy gálán mind a négy díjra, a legidősebb Lizzo (31 évesen) a legfiatalabb pedig Billie Eilish (17 éves) volt.

| Év   | Előadó            |
| ---- | ----------------- |
| 1968 | Bobbie Gentry     |
| 1981 | Christopher Cross |
| 1985 | Cyndi Lauper      |
| 1989 | Tracy Chapman     |
| 1991 | Mariah Carey      |
| 1998 | Paula Cole        |
| 2002 | India.Arie        |
| 2008 | Amy Winehouse     |
| 2013 | Fun.              |
| 2015 | Sam Smith         |
| 2020 | Billie Eilish     |
| 2020 | Lizzo             |
| 2022 | Olivia Rodrigo    |
| 2025 | Sabrina Carpenter |
| 2025 | Chappell Roan     |

### Legfiatalabb jelöltek
| Helyezés | Életkor            | Előadó                  |
| -------- | ------------------ | ----------------------- |
| 1        | 2 éves, 248 napos  | Hazel Monét             |
| 2        | 8 éves             | Leah Peasall            |
| 3        | 8 éves, 161 napos  | Deleon Richards         |
| 4        | 8 éves, 246 napos  | Bobby Bare Jr.          |
| 5        | 8 éves, 322 napos  | Blue Ivy Carter         |
| 6        | 10 éves, 136 napos | Hayden Panettiere       |
| 7        | 10 éves            | Stephen Marley          |
| 8        | 11 éves            | Hannah Peasall          |
| 9        | 12 éves, 126 napos | Zac Hanson              |
| 10       | 12 éves, 155 napos | Joey Alexander          |
| 11       | 12 éves, 199 napos | Michael Jackson         |
| 12       | 12 éves, 234 napos | Kelvin Grant            |
| 13       | 12 éves, 273 napos | Billy Gilman            |
| 14       | 14 éves, 45 napos  | Chris "Daddy Mac" Smith |
| 15       | 14 éves, 140 napos | Marie Osmond            |
| 16       | 14 éves, 182 napos | LeAnn Rimes             |
| 17       | 14 éves            | Sarah Peasall           |
| 18       | 14 éves, 197 napos | Chris "Mac Daddy" Kelly |
| 19       | 14 éves, 313 napos | Luis Miguel             |
| 20       | 14 éves, 348 napos | Taylor Hanson           |